# Pulsómetro
Este artículo se refiere a un dispositivo para uso no científico. Para el artículo sobre el dispositivo médico que realiza una función similar vea Electrocardiograma.

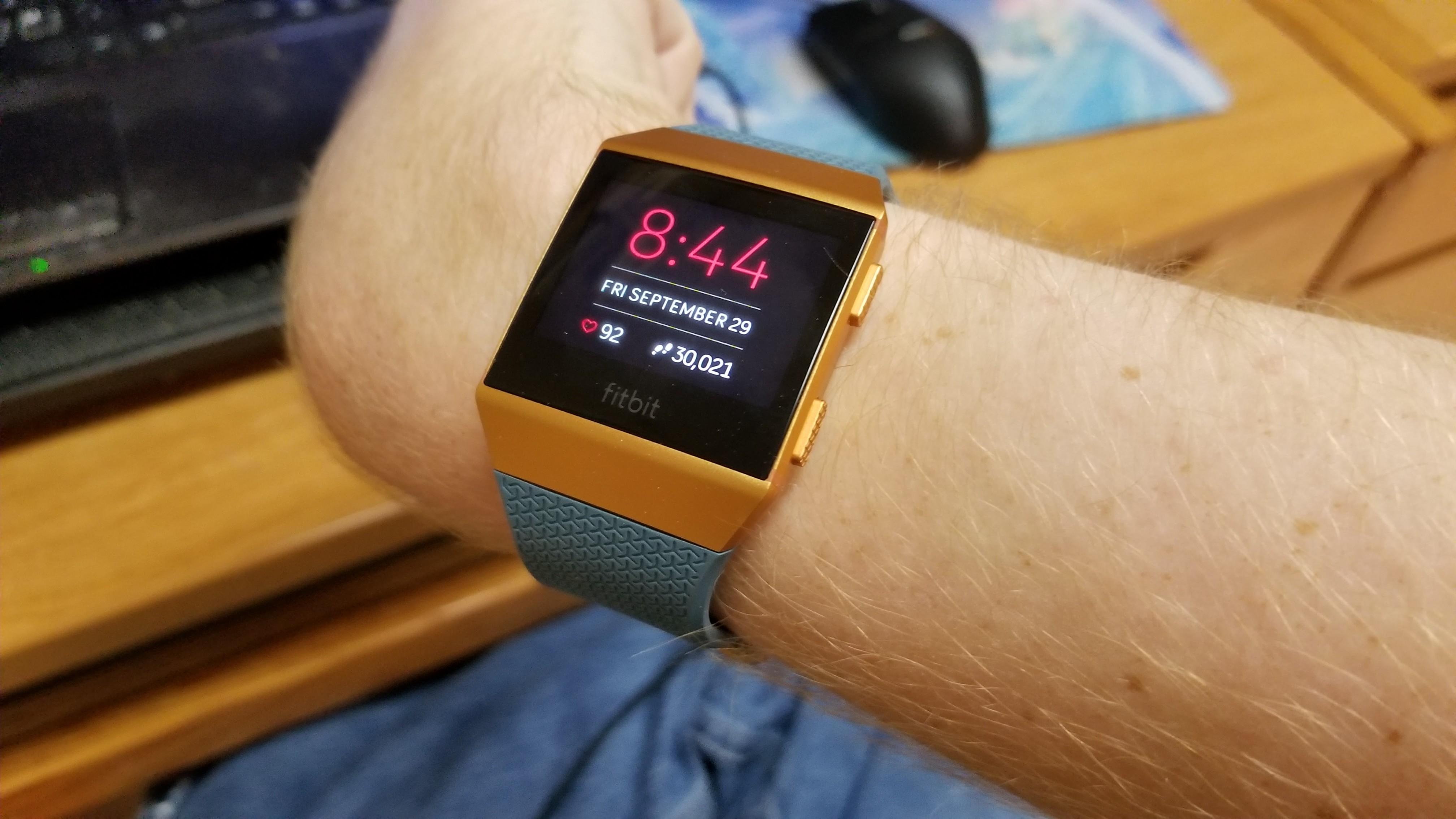
Smartwatch que muestra una lectura de 92 pulsaciones por minuto

Un pulsómetro o monitor de frecuencia cardíaca es un dispositivo de control personal que permite medir/visualizar la frecuencia cardíaca en tiempo real o registrarla para su posterior estudio. Se utiliza sobre todo para recopilar datos sobre la frecuencia cardíaca mientras se realizan diversos tipos de ejercicio físico. La medición de la información eléctrica del corazón se denomina electrocardiografía (ECG o EKG).
La monitorización médica de la frecuencia cardíaca que se utiliza en los hospitales suele ser por cable y normalmente se emplean varios sensores. Las unidades médicas portátiles se denominan monitores Holter. Los monitores de frecuencia cardíaca de consumo están diseñados para el uso diario y no utilizan cables para conectarse. 

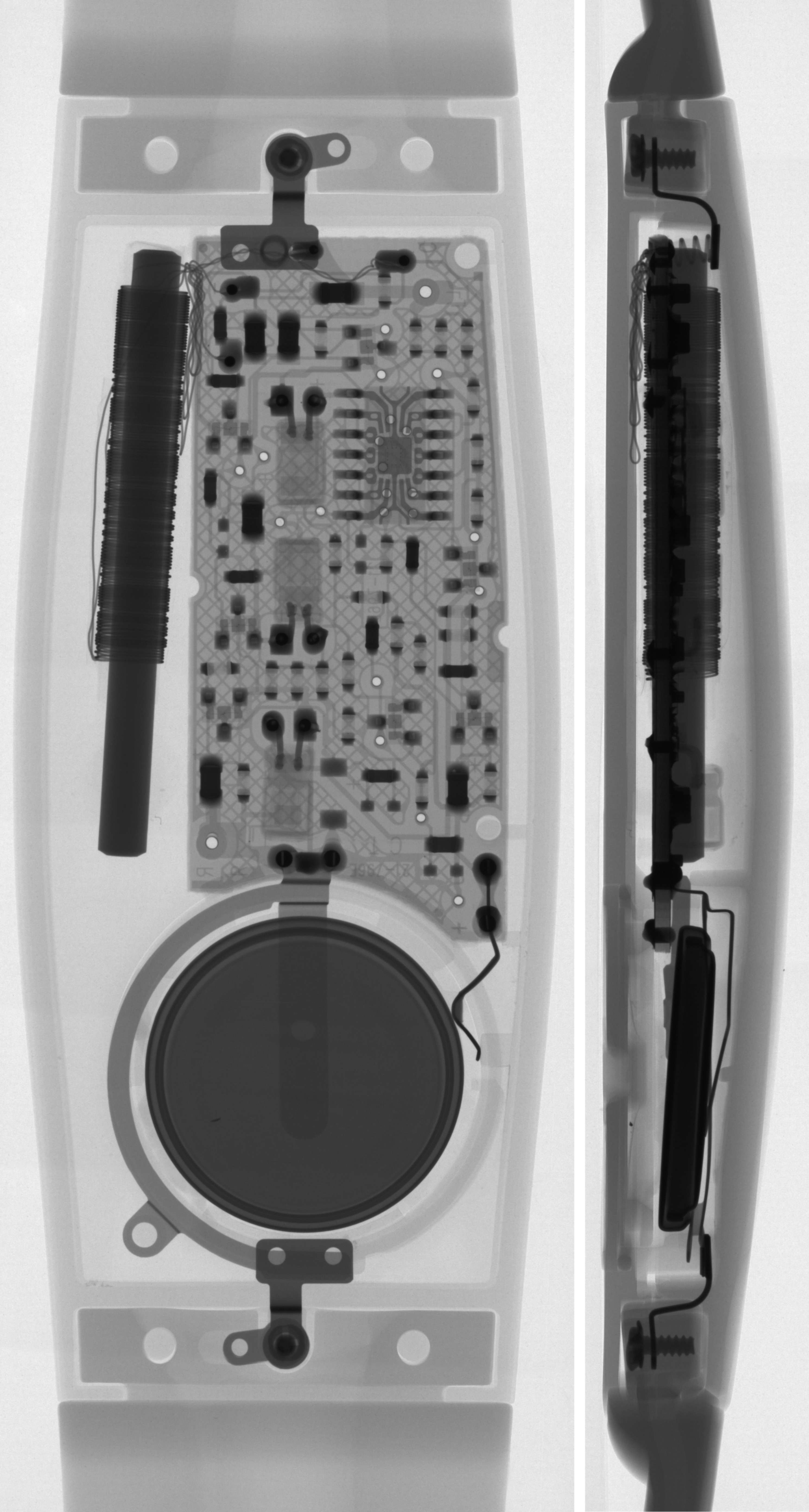
Imagen de rayos X de un cinturón pectoral (izquierda: vista frontal; derecha: vista lateral). Son visibles la placa de circuitos, la antena para la transferencia de datos, la batería y las conexiones a los electrodos del cinturón contiguo en la parte superior e inferior de la imagen.

## Historia
Los primeros modelos consistían en una caja de monitorización con un conjunto de cables de electrodos que se sujetaban al pecho. El primer pulsómetro inalámbrico fue inventado en 1977 por Polar Electro como ayuda para el entrenamiento del equipo nacional finlandés de esquí de fondo. En 1983, a medida que el "entrenamiento de intensidad" se convirtió en un concepto popular en los círculos atléticos a mediados de los 80, comenzaron las ventas al por menor de monitores cardíacos personales inalámbricos.

## Tecnologías
Los monitores de frecuencia cardíaca modernos suelen utilizar uno de dos métodos diferentes para registrar las señales cardíacas (eléctrico y óptico). Ambos tipos de señales pueden proporcionar los mismos datos básicos de frecuencia cardíaca, utilizando algoritmos totalmente automatizados para medir la frecuencia cardíaca, como el algoritmo Pan-Tompkins.
Los sensores de ECG (electrocardiografía) miden el biopotencial generado por las señales eléctricas que controlan la expansión y contracción de las cavidades cardíacas, normalmente implementadas en dispositivos médicos.
Los sensores PPG (Fotopletismografía) utilizan una tecnología basada en la luz para medir el volumen sanguíneo controlado por la acción de bombeo del corazón.

## Eléctricos

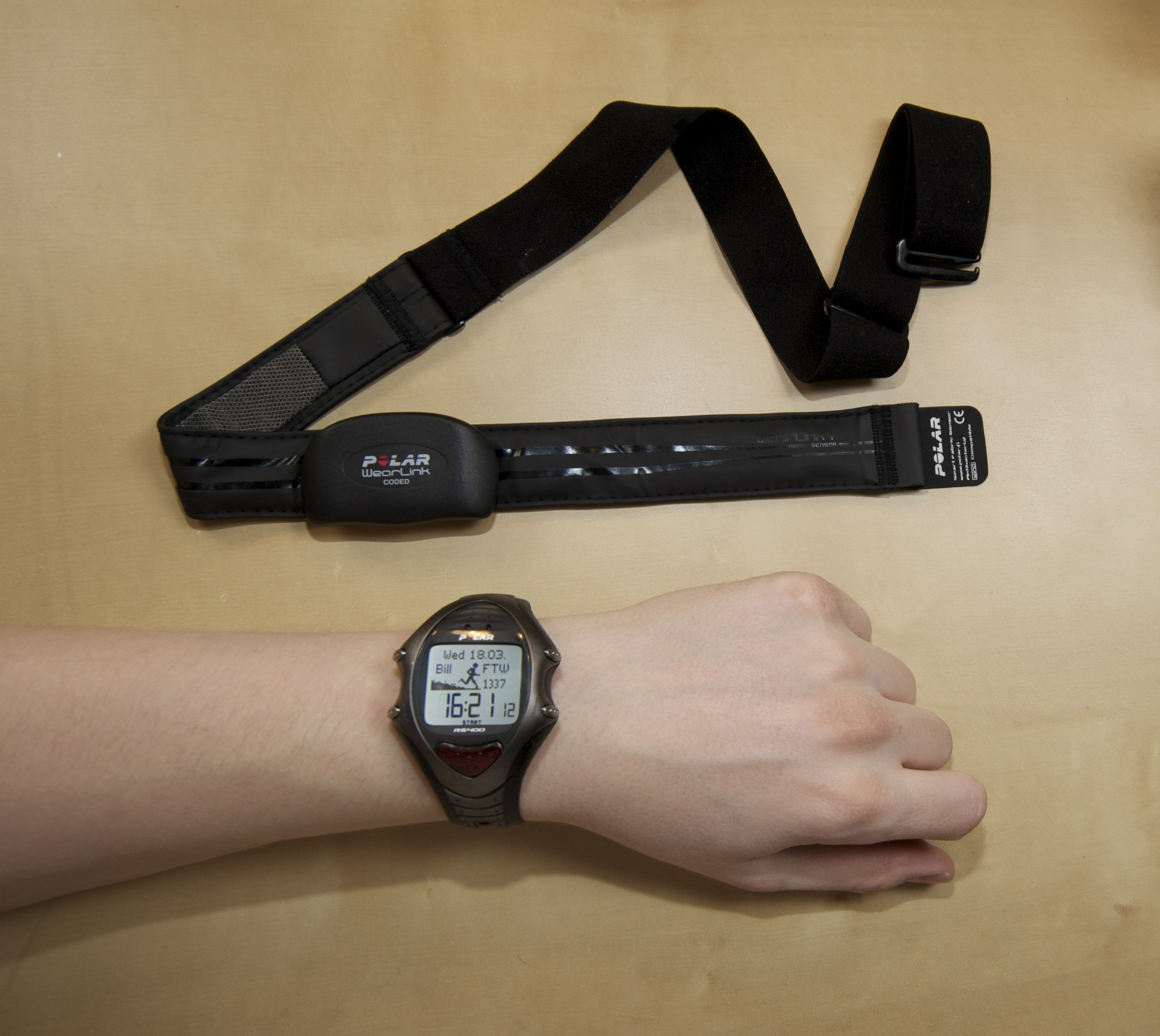
Pulsómetro Polar RS400 con correa para el pecho o muñeca.

Los monitores eléctricos constan de dos elementos: un monitor/transmisor, que se lleva en una correa pectoral, y un receptor. Cuando se detecta un latido, se transmite una señal de radio que el receptor utiliza para mostrar/determinar la frecuencia cardíaca actual. Esta señal puede ser un simple pulso de radio o una señal codificada exclusiva de la banda pectoral (como Bluetooth, ANT u otros enlaces de radio de baja potencia). La tecnología más reciente evita que el receptor de un usuario utilice las señales de otros transmisores cercanos (lo que se conoce como interferencia cruzada) o que se escuche a escondidas. Hay que tener en cuenta que la antigua tecnología de transmisión por radio Polar de 5,1 kHz se puede utilizar bajo el agua. Tanto Bluetooth como Ant+ utilizan la banda de radio de 2,4 GHz, que no puede enviar señales bajo el agua. 

## Ópticos
Los dispositivos más recientes utilizan la óptica para medir la frecuencia cardíaca haciendo brillar la luz de un LED a través de la piel y midiendo cómo se dispersa por los vasos sanguíneos. Además de medir la frecuencia cardíaca, algunos dispositivos que utilizan esta tecnología son capaces de medir la saturación de oxígeno en sangre (SpO2). Algunos sensores ópticos recientes también pueden transmitir datos, como se ha mencionado anteriormente.
Los dispositivos más recientes, como teléfonos móviles o relojes, pueden utilizarse para mostrar y/o recoger la información. Algunos dispositivos pueden controlar simultáneamente la frecuencia cardíaca, la saturación de oxígeno y otros parámetros. Pueden incluir sensores como acelerómetros, giroscopios y GPS para detectar la velocidad, la ubicación y la distancia.
En los últimos años, es habitual que los smartwatches incluyan monitores de frecuencia cardíaca, lo que ha aumentado enormemente su popularidad. Algunos smartwatches, bandas inteligentes y teléfonos móviles suelen utilizar sensores PPG.

## Métricas de fitness
Garmin, Polar Electro, Suunto, Samsung, Google y Fitbit son proveedores que venden productos de frecuencia cardíaca para consumidores. La mayoría de las empresas utilizan sus propios algoritmos de frecuencia cardíaca.

## Precisión
Los nuevos monitores de frecuencia cardíaca basados en la muñeca han alcanzado niveles de precisión casi idénticos a los de sus homólogos de correa pectoral, con pruebas independientes que muestran una precisión de hasta el 95%, pero a veces puede persistir un error de más del 30% durante varios minutos. Los dispositivos ópticos pueden ser menos precisos cuando se utilizan durante una actividad vigorosa, o cuando se utilizan bajo el agua.
Actualmente, la variabilidad de la frecuencia cardíaca está menos disponible en los dispositivos ópticos. Apple introdujo la recopilación de datos HRV en los dispositivos Apple Watch en 2018.